# Higinio Uriarte
Higinio Uriarte y García del Barrio (1843 — 1909) foi um político paraguaio, presidente do país de 12 de abril de 1877 a 25 de novembro de 1878. Foi deputado, senador, embaixador no Brasil (1874) e vice-presidente de Juan Bautista Gill. Assumiu a presidência após o assassinato de Gill, até a conclusão do mandato.